# Albert Gereon Stein
Albert Gereon Stein (* 29. September 1809 in Köln; † 10. Juni 1881 ebenda) war ein deutscher katholischer Kirchenmusiker und Priester.

## Leben
Nach erfolgreichem Abschluss seines Studiums empfing Stein am 16. April 1833 im Kölner Dom die Priesterweihe durch den Erzbischof von Köln Ferdinand August von Spiegel.
Im Anschluss daran schickte man Stein als Seelsorger in die Gemeinde St. Johann (Köln). Parallel dazu wirkte Stein als Musiklehrer – meist für die Gesangsausbildung zuständig  – am Kölner Priesterseminar. Später wechselte er als Seelsorger in die Gemeinde St. Ursula, ebenfalls in Köln.
Stein starb in seinem 72. Lebensjahr am 10. Juni 1881 in seiner Heimatstadt Köln und fand dort auch seine letzte Ruhestätte.

## Werke (Auswahl)
- Antiphonarium Coloniense. Köln 1846.
- Sammlung katholischer Kirchenlieder mit Melodieen nach der kölnischen Festordnung. Von Pfarrer Albert Gereon Stein unter Mitwirkung mehrerer Pfarrer der Stadt Köln. Köln 1852.
- Die katholische Kirchenmusik nach ihrer Bestimmung und ihrer Beschaffenheit dargestellt. Köln 1864.
- Kölnisches Andachtsbuch.
- Kölnisches Gesangbuch. Sammlung katholischer Kirchenlieder mit Melodien nach der kölnischen Festordnung. 26., unveränderte Auflage, Bachem Verlag, Köln 1879 (Erstauflage 1852).
- Als Herausgeber: Kyriale sive Ordinarium Missae. 6. Auflage, Bachem Verlag, Köln 1877.
- Als Herausgeber: Orgelbegleitung zu den Melodien des „Kölnischen Gesangbuches“. 2. Auflage, Verlag der L. Schwann’schen Verlagshandlung, Köln & Neuss 1869.
- Die Pfarre zur heiligen Ursula vormals Pfarre von Maria Ablaß. Bachem Verlag, Köln 1880.
- Die heilige Ursula und ihre Gesellschaft. Bachem Verlag, Köln 1879.